# Pjotr Alexandrowitsch Walujew

Pjotr Walujew. Porträt von Iwan Kramskoi

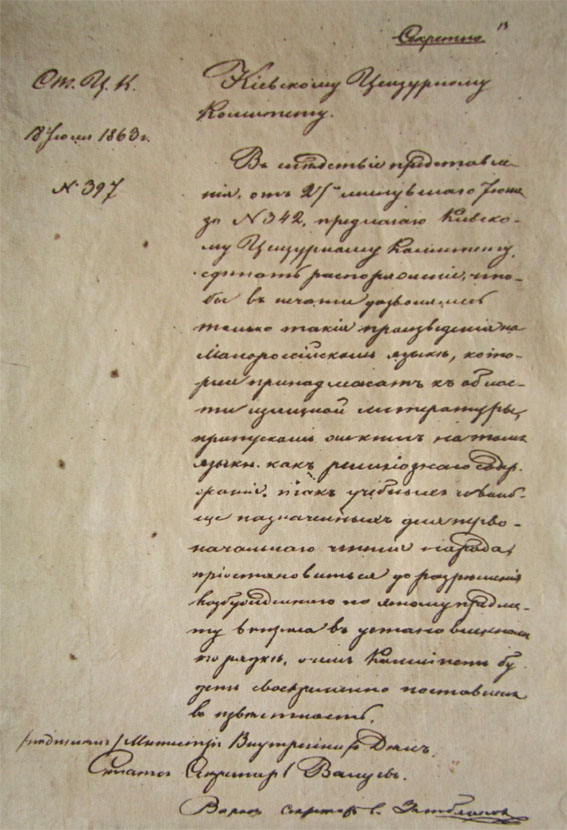
Walujew Zirkular, 1863

Graf Pjotr Alexandrowitsch Walujew (russisch Пётр Александрович Валуев, wiss. Transliteration Pëtr Aleksandrovič Valuev; * 22. Septemberjul. / 4. Oktober 1815greg. in Zarizyno; † 27. Januarjul. / 8. Februar 1890greg. in Sankt Petersburg) war ein russischer Staatsmann und Schriftsteller.

## Leben

### Kindheit und Jugend
Walujew entstammte einem alten russisch-deutschen Adelsgeschlecht. Sein Vater Alexandr Petrowitsch Walujew war Kammerherr beim russischen Senat, seine Mutter, Jelisaweta Fjodorowna, gehörte der aus Kurland stammenden deutschen Adelsfamilie Brincken an. Nach dem frühen Tod seines Vaters lebte Pjotr Walujew die meiste Zeit auf einem Landgut, wo er eine gute Hauserziehung genoss: Neben seiner eigentlichen Muttersprache beherrschte er Deutsch und Französisch und vier andere Fremdsprachen. Im Jahre 1831 lernte der damalige russische Zar Nikolaus I. den jungen Walujew kennen und ernannte ihn zum Beamten in der Kanzlei des Moskauer Generalgouverneurs. 1834 beförderte man ihn zum Kammerjunker. Walujew machte die Bekanntschaft der bedeutendsten russischen Künstler seiner Zeit und traf sich im Salon der Witwe des Historikers Karamsin mit den bekannten Dichtern Wassili Andrejewitsch Schukowski und Alexander Puschkin, der ihn zum Vorbild des Protagonisten seiner Erzählung Die Hauptmannstochter, P. Grinew, wählte. Seine große Affinität zur Dichtkunst wurde noch mehr gesteigert durch seine Heirat im Jahre 1836 mit der Tochter des damals bekannten russischen Dichters Pjotr Wjasemski, der darüber hinaus seinen Einfluss bei Hofe zu Gunsten seines Schwiegersohns zu nutzen wusste. Über ihn lernte Walujew einen anderen bekannten russischen Dichter, Michail Lermontow, kennen.

### Politische Karriere
Im Jahre 1845 wurde Walujew zum Beamten für Sonderaufgaben beim Generalgouverneur in Livland ernannt. Seine Abstammung aus dem im Baltikum bekannten Geschlecht der von den Brincken erleichterte ihm eine positive Aufnahme in der deutschstämmigen Adelsgesellschaft Livlands und erwies sich als seiner weiteren Karriere nicht abträglich. Im Jahre 1852 bekam er für seine Verdienste um die Ausarbeitung des neuen Verwaltungsstatuts für die Stadt Riga (1849) den Rang eines Staatsrates verliehen. Ein Jahr später avancierte er zum zivilen Gouverneur des Gouvernements Kurland. Anfang 1859 wurde er nach St. Petersburg bestellt und zum Leiter zweier von vier Abteilungen des Ministeriums für Staatseigentum ernannt. Waljuew war einer der Autoren des „Projektes der Drei Mitglieder“, in dem die Pläne des liberalen russischen Zaren Alexander II. zur Aufhebung der Leibeigenschaft kritisiert wurden. Dennoch beließ ihn der Zar auf seinem Posten und ernannte ihn zum Geheimrat und Staatssekretär. Nachdem der russische Innenminister Sergej Stepanowitsch Lanskoi, der von den meisten russischen Adligen als zu liberal und „bauernfreundlich“ galt, seinen Hut hatte nehmen müssen, ernannte Alexander II. Walujew 1861 zum neuen Innenminister, was als Versöhnungsgeste an den Adel betrachtet wurde.

### Russischer Innenminister
Das wichtigste Betätigungsfeld für Walujew als Innenminister lag in der Umsetzung der Bauernreform 1861. Um möglichen Unruhen vorzubeugen, organisierte er eine starke Kontrolle über die Aktivitäten der Bauern vor Ort und zögerte nicht, bei der Niederschlagung von Bauernaufständen rücksichtslos Gewalt einzusetzen. Andererseits vertrat er die Meinung, der russische Adel dürfe nicht zu sehr zu Gunsten der Bauern benachteiligt und solle für die verlorenen Ländereien entsprechend großzügig entschädigt werden. 1863 reichte er ein „Projekt der neuen Verfassung“ beim Zaren ein, in dem er eine Reform des Staatsrates anregte und gewisse Zugeständnisse an die lokale Selbstverwaltung (Semstwo) verlangte. Jedoch lehnte der Zar seinen Vorschlag ab.
Nachdem am 12. Mai 1862 die „Übergangsregeln für die Behandlung von Presseerzeugnissen“ die Form eines Gesetzes angenommen hatten, erhielt Walujew als zuständiger Minister auch die Befugnisse, über das Instrument der politischen Zensur die Presse zu kontrollieren. Am 6. April 1865 ersetzte Walujew die „Übergangsregeln“ von 1862 durch eine neue Richtlinie, die die ohnehin starke Zensur noch mehr verschärfte. „Walujew versucht mit der Zielstrebigkeit eines Verrückten seine Idee von der Unterwerfung der Presse unter seine Kontrolle in die Tat umzusetzen und sie in seinem Sinne regierungsfreundlich zu machen“, notierte der Historiker Alexander Kornilow später, während ein anderer Zeitgenosse, der Agrochemiker und Linksliberale A.N. Engelhardt die Zeit von 1863 bis 1868, in der Walujew Innenminister war, als eine „Epoche des schamlosesten literarischen Terrors“ bezeichnete.
Am 30. Juli 1863 erließ er das Walujew-Zirkular mit dem viele Veröffentlichungen (religiöse, pädagogische und Literatur, die für die Grundschulbildung der Bürger empfohlen wurden) sowie Belle Lettres Werke in ukrainischer Sprache verboten wurden.
In der Presse bekam dieses harsche Gesetz sofort den Spitznamen „Walujew-Gesetz“. Zwischen 1865 und 1868 wurden mehr als dreißig sogenannte „Verwarnungen“ an die Presseorgane verteilt, die das Gesetz „verletzt“ hatten, von denen sechs für eine bestimmte Zeit und zwei für immer verboten wurden. Das „Walujew-Gesetz“ blieb bis zur Revolution von 1905 in Kraft.
Außerdem nahm Walujew einen regen Anteil an der Reform der städtischen Verwaltungsstruktur. Das 1870 verabschiedete Gesetz beruhte zum größten Teil auf seinen Vorschlägen und räumte unter anderem den städtischen Vertretungen mehr Autonomie bei der Lösung von kommunalen Problemen ein.
Nach dem Attentat durch den Studenten Karakosow im Jahre 1866 verschärfte Alexander II. die Repressionspolitik. Er ernannte den Grafen Pjotr Schuwalow zum Chef der Gendarmerie, der mit Sondervollmachten ausgestattet die gesamte Regierung zu kontrollieren bestrebt war. Am 3. April 1868 wurde Walujew unter dem Vorwand, nicht entschieden genug gegen die Folgen der Missernte von 1867 vorzugehen, als Innenminister entlassen.

### Weitere Karriere
Nach seiner Entlassung reiste Walujew für eine lange Zeit ins Ausland. Bereits kurze Zeit nach seiner Rückkehr wurde er vom Zaren „begnadigt“ und im Dezember 1870 zum Vorsitzenden der Kreditanstalt für Landwirtschaft ernannt. Zwischen 1872 und 1877 diente er als Minister für Staatseigentum. 1877 wurde er Vorsitzender des Ministerkomitees. 1880 begann sein Einfluss jedoch zu schwinden, da ihn sein Opponent Graf Loris-Melikow in den Schatten stellte. 1881 wurde Walujew von Alexander III. in den Ruhestand geschickt. Nach dem Tod von Walujew wurden seine Tagebücher publiziert, die eine wichtige Wissensquelle über die Regierungskreise des Russischen Reichs des 19. Jahrhunderts darstellen.

### Schriftstellerkarriere
Unter dem Einfluss seines Schwiegervaters Wjasemski versuchte Walujew verstärkt, sich literarisch zu engagieren. Allerdings waren seine ersten Werke nicht literarisch im engeren Sinne, sondern Traktate über verschiedene politische und wirtschaftliche Probleme des Landes, wie z. B. die im September 1855 verfassten „Gedanken eines Russen in der zweiten Hälfte des Jahres 1855“, in denen er sich vor allem kritisch über die Ursachen und Folgen des noch tobenden Krimkrieges ausließ.
Walujew begann in den 1870er Jahren, Romane zu schreiben, während er noch in der Regierung arbeitete. Sein erster Roman Lorin wurde 1878 fertig und zirkulierte zunächst als Manuskript, bevor er 1882 veröffentlicht wurde. Nach seiner Pensionierung konzentrierte sich Walujew auf das Schreiben und veröffentlichte vier Romane, Essays über die Geschichte des Christentums sowie zahlreiche Dichtungen, bevor er 1890 in Sankt-Petersburg starb.
1867 wurde er Ehrenmitglied der Russischen Akademie der Wissenschaften in Sankt Petersburg.